# Elizabeth Langdon Williams
Elizabeth Langdon Williams (Putnam, 8 febbraio 1879 – Enfield, 1981) è stata un'astronoma statunitense che contribuì alla scoperta di Plutone.

## Biografia
Elizabeth Langdon Williams nacque da Elizabeth Brigham e Louis M. Williams. Aveva un fratello gemello, Robert Longfellow Williams, e due fratelli minori, Henry Trumbell Williams e Ursula Louise Williams. Si laureò in fisica al MIT nel 1903 e fu la prima donna ad avere un ruolo d'onore durante la cerimonia di laurea, durante la quale lesse parte della sua tesi intitolata An analytical study of the Fresnel wave-surface. Nel 1922 sposò l'astronomo George Hall Hamilton, che aveva incontrato all'Osservatorio Lowell di Flagstaff.
Nel 1905 Williams fu assunta da Percival Lowell per lavorare nel suo ufficio di State Street a Boston. Inizialmente curò le sue pubblicazioni, per poi essere impiegata come calcolatore umano (computer) nella ricerca del Pianeta X iniziata nel 1910. Lowell ipotizzò che vi fosse un pianeta X che influenzasse le orbite dei già noti pianeti Nettuno e Urano. Il ruolo di Williams fu quello di eseguire dei calcoli matematici laddove Lowell avrebbe dovuto cercare un oggetto sconosciuto e le sue dimensioni in base alle differenze nelle orbite di Nettuno e Urano. I suoi calcoli portarono a delle previsioni sulla posizione del pianeta sconosciuto, ma Lowell morì nel 1916 e il progetto fu interrotto. Alla fine degli anni '20, tuttavia, il progetto fu ripreso e Clyde Tombaugh fu assunto per guidarlo. Tramite le previsioni di Lowell basate sui calcoli di Williams per localizzare un'immagine in una regione del cielo fotografata nel 1915, Tombaugh identificò il nuovo pianeta, denominato Plutone, nel 1930.
Williams continuò a lavorare sui calcoli e gestì la corrispondenza dell'osservatorio dopo la morte di Lowell, trasferendosi da Boston all'osservatorio stesso nel 1919. In seguito sia lei che suo marito sarebbero stati licenziati dalla vedova di Percival Lowell, Constance, perché era considerato inappropriato assumere una donna sposata. La coppia fu poi assunta in un osservatorio a Mandeville, in Giamaica, gestito dall'Harvard College Observatory.
Rimasta vedova nel 1935, Williams si ritirò dall'osservatorio di Mandeville e si trasferì a Lebanon, nel New Hampshire, dove con sua sorella gestì una casa di ritiro estivo. Morì nel 1981 a Enfield, nel New Hampshire, all'età di 101 anni.